# Metabotropni glutamatni receptor 2
Metabotropni glutamatni receptor 2 je protein je protein koji je kod ljudi kodiran  genom.
-glutamat je jedan od glavnih ekscitatornih neurotransmitera u centralnom nervnom sistemu i aktivira jonotropne i metabotropne glutamatne receptore. Glutamatergična neurotransmisija učestvuje u većini aspekata normalnih moždanih funkcija i može da bude poremećena u slučaju neuropatoloških poremećaja. Metabotropni glutamatni receptori su familija G protein spregnutih receptora, koji se dele u 3 grupe na bazi homologije sekvenci, signalno transdukcionih mehanizama, i farmakoloških svojstava. Grupa I obuhvata GRM1 i GRM5 i ti receptori aktiviraju fosfolipazu C. Grupa II uključuje GRM2 i GRM3, dok su u grupi III GRM4, GRM6, GRM7 i GRM8. Receptori grupe II i III su vezani za inhibiciju kaskade cikličnog AMP-a, ali se razlikuju u njihovim selektivnostima za agoniste.

## Ligandi

### PAM
Razvoj podtip 2 selektivnih pozitivnih alosternih modulatora (PAM) je doživeo stabilan napredak zadnjih godina. mGluR2 potencijacija je nov pristup tretiranju šizofrenije.
- [6]
- Imidazo[1,2-a]piridini[7]
- 3-Aril-5-fenoksimetil-1,3-oksazolidin-2-oni[8]
- 3-(Imidazolil metil)-3-aza-biciklo[3.1.0]heksan-6-il)metil etri: potentni, oralno stabilni[9]
- :[10][11] potentan, umereni ago-alosterni modulator sa robustno in-vivo aktivnošću.
- :[12][13][14] bez ortosterne aktivnosti; zajedno sa srodnim 3-piridilmetilsulfonamidima[15][16] je prvi objavljeni selektivni potencijator za podtip 2 (2003).

## Literatura
- Scherer SW; Duvoisin RM; Kuhn R;  . (1997). „Localization of two metabotropic glutamate receptor genes, GRM3 and GRM8, to human chromosome 7q”. Genomics. 31 (2): 230—3. PMID 8824806. doi:10.1006/geno.1996.0036.
- Gomeza J; Mary S; Brabet I;  . (1996). „Coupling of metabotropic glutamate receptors 2 and 4 to G alpha 15, G alpha 16, and chimeric G alpha q/i proteins: characterization of new antagonists”. Mol. Pharmacol. 50 (4): 923—30. PMID 8863838.
- Snow BE; Hall RA; Krumins AM;  . (1998). „GTPase activating specificity of RGS12 and binding specificity of an alternatively spliced PDZ (PSD-95/Dlg/ZO-1) domain”. J. Biol. Chem. 273 (28): 17749—55. PMID 9651375. doi:10.1074/jbc.273.28.17749.
- Malherbe P; Knoflach F; Broger C;  . (2001). „Identification of essential residues involved in the glutamate binding pocket of the group II metabotropic glutamate receptor”. Mol. Pharmacol. 60 (5): 944—54. PMID 11641422.
- Martí SB, Cichon S, Propping P, Nöthen M (2002). „Human metabotropic glutamate receptor 2 gene (GRM2): chromosomal sublocalization (3p21.1-p21.2) and genomic organization”. Am. J. Med. Genet. 114 (1): 12—4. PMID 11840499. doi:10.1002/ajmg.1622.
- Krampfl K; Schlesinger F; Zörner A;  . (2002). „Control of kinetic properties of GluR2 flop AMPA-type channels: impact of R/G nuclear editing”. Eur. J. Neurosci. 15 (1): 51—62. PMID 11860506. doi:10.1046/j.0953-816x.2001.01841.x.
- Dietrich D; Kral T; Clusmann H;  . (2002). „Presynaptic group II metabotropic glutamate receptors reduce stimulated and spontaneous transmitter release in human dentate gyrus”. Neuropharmacology. 42 (3): 297—305. PMID 11897108. doi:10.1016/S0028-3908(01)00193-9.
- Strausberg RL; Feingold EA; Grouse LH;  . (2003). „Generation and initial analysis of more than 15,000 full-length human and mouse cDNA sequences”. Proc. Natl. Acad. Sci. U.S.A. 99 (26): 16899—903. PMC 139241 . PMID 12477932. doi:10.1073/pnas.242603899.
- Kuwabara T; Hsieh J; Nakashima K;  . (2004). „A small modulatory dsRNA specifies the fate of adult neural stem cells”. Cell. 116 (6): 779—93. PMID 15035981. doi:10.1016/S0092-8674(04)00248-X.
- Tang FR; Chia SC; Chen PM;  . (2004). „Metabotropic glutamate receptor 2/3 in the hippocampus of patients with mesial temporal lobe epilepsy, and of rats and mice after pilocarpine-induced status epilepticus”. Epilepsy Res. 59 (2–3): 167—80. PMID 15246118. doi:10.1016/j.eplepsyres.2004.04.002.
- Anneser JM; Chahli C; Ince PG;  . (2004). „Glial proliferation and metabotropic glutamate receptor expression in amyotrophic lateral sclerosis”. J. Neuropathol. Exp. Neurol. 63 (8): 831—40. PMID 15330338.
- Gerhard DS; Wagner L; Feingold EA;  . (2004). „The Status, Quality, and Expansion of the NIH Full-Length cDNA Project: The Mammalian Gene Collection (MGC)”. Genome Res. 14 (10B): 2121—7. PMC 528928 . PMID 15489334. doi:10.1101/gr.2596504.
- Rodd ZA; McKinzie DL; Bell RL;  . (2006). „The metabotropic glutamate 2/3 receptor agonist LY404039 reduces alcohol-seeking but not alcohol self-administration in alcohol-preferring (P) rats”. Behav. Brain Res. 171 (2): 207—15. PMID 16678921. doi:10.1016/j.bbr.2006.03.032.

## Spoljašnje veze
- „Metabotropic Glutamate Receptors: mGlu2”. IUPHAR Database of Receptors and Ion Channels. International Union of Basic and Clinical Pharmacology. Архивирано из оригинала 19. 03. 2012. г.